# Campeonato colombiano 1987
El Campeonato colombiano 1987 fue la cuadragésima (40°) edición de la Categoría Primera A del fútbol profesional colombiano, siendo el torneo de Primera División en la temporada 1987.
El campeón de este torneo fue Millonarios ganando su duodécimo título; cortando así con la hegemonía que tuvo el América de Cali durante el primer lustro de los años 1980 en el fútbol colombiano.

## Equipos participantes

### Datos de los clubes
| Equipo                 | Ciudad       | Estadio                        |
| ---------------------- | ------------ | ------------------------------ |
| América de Cali        | Cali         | Olímpico Pascual Guerrero      |
| Atlético Bucaramanga   | Bucaramanga  | Alfonso López                  |
| Atlético Nacional      | Medellín     | Atanasio Girardot              |
| Cúcuta Deportivo       | Cúcuta       | General Santander              |
| Deportes Quindío       | Armenia      | San José                       |
| Deportes Tolima        | Ibagué       | Manuel Murillo Toro            |
| Deportivo Cali         | Cali         | Olímpico Pascual Guerrero      |
| Deportivo Pereira      | Pereira      | Hernán Ramírez Villegas        |
| Independiente Medellín | Medellín     | Atanasio Girardot              |
| Junior                 | Barranquilla | Metropolitano Roberto Meléndez |
| Millonarios            | Bogotá       | Nemesio Camacho El Campín      |
| Once Caldas            | Manizales    | Fernando Londoño Londoño       |
| Santa Fe               | Bogotá       | Nemesio Camacho El Campín      |
| Unión Magdalena        | Santa Marta  | Eduardo Santos                 |

### Localización
| Antioquia          | 2 | Atlético Nacional e Independiente Medellín | Nacional DIM Millonarios Santa Fe Caldas Pereira Quindío América Cali Bucaramanga Cúcuta Tolima Unión Junior |
| Bogotá, D. C.      | 2 | Millonarios y Santa Fe                     | Nacional DIM Millonarios Santa Fe Caldas Pereira Quindío América Cali Bucaramanga Cúcuta Tolima Unión Junior |
| Valle del Cauca    | 2 | América de Cali y Deportivo Cali           | Nacional DIM Millonarios Santa Fe Caldas Pereira Quindío América Cali Bucaramanga Cúcuta Tolima Unión Junior |
| Atlántico          | 1 | Junior                                     | Nacional DIM Millonarios Santa Fe Caldas Pereira Quindío América Cali Bucaramanga Cúcuta Tolima Unión Junior |
| Caldas             | 1 | Once Caldas                                | Nacional DIM Millonarios Santa Fe Caldas Pereira Quindío América Cali Bucaramanga Cúcuta Tolima Unión Junior |
| Magdalena          | 1 | Unión Magdalena                            | Nacional DIM Millonarios Santa Fe Caldas Pereira Quindío América Cali Bucaramanga Cúcuta Tolima Unión Junior |
| Norte de Santander | 1 | Cúcuta Deportivo                           | Nacional DIM Millonarios Santa Fe Caldas Pereira Quindío América Cali Bucaramanga Cúcuta Tolima Unión Junior |
| Quindío            | 1 | Deportes Quindío                           | Nacional DIM Millonarios Santa Fe Caldas Pereira Quindío América Cali Bucaramanga Cúcuta Tolima Unión Junior |
| Risaralda          | 1 | Deportivo Pereira                          | Nacional DIM Millonarios Santa Fe Caldas Pereira Quindío América Cali Bucaramanga Cúcuta Tolima Unión Junior |
| Santander          | 1 | Atlético Bucaramanga                       | Nacional DIM Millonarios Santa Fe Caldas Pereira Quindío América Cali Bucaramanga Cúcuta Tolima Unión Junior |
| Tolima             | 1 | Deportes Tolima                            | Nacional DIM Millonarios Santa Fe Caldas Pereira Quindío América Cali Bucaramanga Cúcuta Tolima Unión Junior |

## Torneo "Héctor Mesa Gómez" (Apertura)
El torneo se desarrolló con dos grupos de siete equipos enfrentándose en partidos de ida y vuelta. Los dos cabezas de grupo disputaban el máximo punto (1.00) de la bonificación. Los segundos puestos disputaban el (0.50).

### Grupo A
| Pos. | Equipo            | Pts. | PJ | G | E | P | GF | GC | Dif. | Clasificación |
| ---- | ----------------- | ---- | -- | - | - | - | -- | -- | ---- | ------------- |
| 1    | Millonarios       | 19   | 14 | 6 | 7 | 1 | 27 | 17 | +10  | Bonificación  |
| 2    | Atlético Nacional | 17   | 14 | 6 | 5 | 3 | 17 | 11 | +6   | Bonificación  |
| 3    | Deportivo Cali    | 15   | 14 | 5 | 5 | 4 | 21 | 16 | +5   |               |
| 4    | Deportes Tolima   | 14   | 14 | 4 | 6 | 4 | 16 | 16 | 0    |               |
| 5    | Once Caldas       | 12   | 14 | 3 | 6 | 5 | 22 | 24 | −2   |               |
| 6    | Cúcuta Deportivo  | 10   | 14 | 4 | 2 | 8 | 10 | 22 | −12  |               |
| 7    | Unión Magdalena   | 10   | 14 | 2 | 6 | 6 | 14 | 19 | −5   |               |

 Fuente: Rsssf

### Grupo B
| Pos. | Equipo                 | Pts. | PJ | G | E | P | GF | GC | Dif. | Clasificación |
| ---- | ---------------------- | ---- | -- | - | - | - | -- | -- | ---- | ------------- |
| 1    | América de Cali        | 19   | 14 | 7 | 5 | 2 | 29 | 14 | +15  | Bonificación  |
| 2    | Junior                 | 18   | 14 | 6 | 6 | 2 | 22 | 18 | +4   | Bonificación  |
| 3    | Santa Fe               | 14   | 14 | 5 | 4 | 5 | 27 | 18 | +9   |               |
| 4    | Deportivo Pereira      | 14   | 14 | 5 | 4 | 5 | 17 | 24 | −7   |               |
| 5    | Atlético Bucaramanga   | 12   | 14 | 4 | 4 | 6 | 16 | 19 | −3   |               |
| 6    | Deportes Quindío       | 12   | 14 | 2 | 8 | 4 | 15 | 20 | −5   |               |
| 7    | Independiente Medellín | 10   | 14 | 4 | 2 | 8 | 17 | 30 | −13  |               |

 Fuente: Rsssf

### Bonificación
| Pos. | Equipo          | Pts. | PJ | G | E | P | GF | GC | Dif. | Clasificación                |
| ---- | --------------- | ---- | -- | - | - | - | -- | -- | ---- | ---------------------------- |
| 1    | Millonarios     | 3    | 2  | 1 | 1 | 0 | 3  | 1  | +2   | 1 puntos de bonificación.    |
| 2    | América de Cali | 1    | 2  | 0 | 1 | 1 | 1  | 3  | −2   | 0.75 puntos de bonificación. |

 Fuente: Rsssf
| Pos. | Equipo            | Pts. | PJ | G | E | P | GF | GC | Dif. | Clasificación                |
| ---- | ----------------- | ---- | -- | - | - | - | -- | -- | ---- | ---------------------------- |
| 1    | Atlético Nacional | 2    | 2  | 1 | 0 | 1 | 4  | 2  | +2   | 0.50 punto de bonificación.  |
| 2    | Junior            | 2    | 2  | 1 | 0 | 1 | 2  | 4  | −2   | 0.25 puntos de bonificación. |

 Fuente: Rsssf

## Torneo "Carlos Arturo Mejía" (Finalización)
El primer lugar consiguió una puntuación de 1.00, el segundo lugar obtuvo 0.75, el tercero alcanzó 0.50 y el cuarto lugar recibió 0.25 puntos.
| Pos. | Equipo                 | Pts. | PJ | G  | E  | P  | GF | GC | Dif. | Clasificación |
| ---- | ---------------------- | ---- | -- | -- | -- | -- | -- | -- | ---- | ------------- |
| 1    | Millonarios            | 40   | 26 | 17 | 6  | 3  | 47 | 29 | +18  | Bonificación. |
| 2    | Atlético Nacional      | 36   | 26 | 15 | 6  | 5  | 37 | 22 | +15  | Bonificación. |
| 3    | América de Cali        | 30   | 26 | 11 | 8  | 7  | 32 | 17 | +15  | Bonificación. |
| 4    | Santa Fe               | 30   | 26 | 11 | 8  | 7  | 41 | 29 | +12  | Bonificación. |
| 5    | Deportivo Cali         | 29   | 26 | 10 | 9  | 7  | 44 | 31 | +13  |               |
| 6    | Deportivo Pereira      | 29   | 26 | 9  | 11 | 6  | 31 | 26 | +5   |               |
| 7    | Independiente Medellín | 28   | 26 | 10 | 8  | 8  | 28 | 29 | −1   |               |
| 8    | Junior                 | 28   | 26 | 9  | 10 | 7  | 38 | 29 | +9   |               |
| 9    | Atlético Bucaramanga   | 26   | 26 | 8  | 10 | 8  | 22 | 25 | −3   |               |
| 10   | Deportes Quindío       | 25   | 26 | 8  | 9  | 9  | 33 | 37 | −4   |               |
| 11   | Cúcuta Deportivo       | 17   | 26 | 6  | 5  | 15 | 25 | 38 | −13  |               |
| 12   | Unión Magdalena        | 17   | 26 | 6  | 5  | 15 | 18 | 36 | −18  |               |
| 13   | Deportes Tolima        | 16   | 26 | 4  | 8  | 14 | 22 | 44 | −22  |               |
| 14   | Once Caldas            | 13   | 26 | 4  | 5  | 17 | 19 | 45 | −26  |               |

 Fuente: Rsssf

## Tabla de bonificación
Los equipos que ocuparon el primer lugar del Apertura o Finalización obtuvieron el (1.00), el segundo lugar el (0.75), el tercero (0.50) y el cuarto el (0.25). Estos puntos se utilizaron para dirimir empates en el octogonal final.
| Pos | Equipo            | Torneo Apertura | Torneo Finalización | Total |
| --- | ----------------- | --------------- | ------------------- | ----- |
| 1.  | Millonarios       | 1.00            | 1.00                | 2.00  |
| 2.  | Atlético Nacional | 0.50            | 0.75                | 1.25  |
| 2.  | América de Cali   | 0.75            | 0.50                | 1.25  |
| 4.  | Junior            | 0.25            | 0                   | 0.25  |
| 4.  | Santa Fe          | 0               | 0.25                | 0.25  |

## Reclasificación
| Pos. | Equipo                 | Pts. | PJ | G  | E  | P  | GF | GC | Dif. | Clasificación    |
| ---- | ---------------------- | ---- | -- | -- | -- | -- | -- | -- | ---- | ---------------- |
| 1    | Millonarios            | 62   | 42 | 24 | 14 | 4  | 77 | 47 | +30  | Octogonal final. |
| 2    | Atlético Nacional      | 55   | 42 | 22 | 11 | 9  | 58 | 35 | +23  | Octogonal final. |
| 3    | América de Cali        | 50   | 42 | 18 | 14 | 10 | 62 | 34 | +28  | Octogonal final. |
| 4    | Junior                 | 48   | 42 | 16 | 16 | 10 | 62 | 51 | +11  | Octogonal final. |
| 5    | Santa Fe               | 44   | 40 | 16 | 12 | 12 | 68 | 47 | +21  | Octogonal final. |
| 6    | Deportivo Cali         | 44   | 40 | 15 | 14 | 11 | 65 | 47 | +18  | Octogonal final. |
| 7    | Deportivo Pereira      | 43   | 40 | 14 | 15 | 11 | 48 | 50 | −2   | Octogonal final. |
| 8    | Independiente Medellín | 38   | 40 | 14 | 10 | 16 | 48 | 59 | −11  | Octogonal final. |
| 9    | Atlético Bucaramanga   | 38   | 40 | 12 | 14 | 14 | 38 | 44 | −6   |                  |
| 10   | Deportes Quindío       | 37   | 40 | 10 | 17 | 13 | 48 | 57 | −9   |                  |
| 11   | Deportes Tolima        | 30   | 40 | 8  | 14 | 18 | 38 | 60 | −22  |                  |
| 12   | Once Caldas            | 25   | 40 | 7  | 11 | 22 | 41 | 69 | −28  |                  |
| 13   | Cúcuta Deportivo       | 27   | 40 | 10 | 7  | 23 | 35 | 60 | −25  |                  |
| 14   | Unión Magdalena        | 27   | 40 | 8  | 11 | 21 | 32 | 55 | −23  |                  |

 Fuente: Rsssf

## Octogonal final
| Pos. | Equipo                 | Pts.  | PJ | G | E | P  | GF | GC | Dif. | Clasificación                   |
| ---- | ---------------------- | ----- | -- | - | - | -- | -- | -- | ---- | ------------------------------- |
| 1    | Millonarios            | 22    | 14 | 7 | 6 | 1  | 24 | 8  | +16  | Campeón y Copa Libertadores.    |
| 2    | América de Cali        | 20.25 | 14 | 6 | 7 | 1  | 12 | 6  | +6   | Subcampeón y Copa Libertadores. |
| 3    | Independiente Santa Fe | 18.25 | 14 | 7 | 4 | 3  | 15 | 11 | +4   |                                 |
| 4    | Atlético Nacional      | 18.25 | 14 | 6 | 5 | 3  | 26 | 9  | +17  |                                 |
| 5    | Junior                 | 16.25 | 14 | 5 | 6 | 3  | 13 | 10 | +3   |                                 |
| 6    | Deportivo Cali         | 12    | 14 | 3 | 6 | 5  | 12 | 16 | −4   |                                 |
| 7    | Deportivo Pereira      | 5     | 14 | 1 | 3 | 10 | 6  | 26 | −20  |                                 |
| 8    | Independiente Medellín | 5     | 14 | 1 | 3 | 10 | 6  | 28 | −22  |                                 |

 Fuente: Rsssf
|                                 |
| Bandera de Colombia             |
| Campeón Millonarios 12.º título |

## Goleadores
| Jugador               | Equipo            | Goles |
| --------------------- | ----------------- | ----- |
| Jorge Aravena         | Deportivo Cali    | 23    |
| Oscar Eduardo Juárez  | Millonarios       | 21    |
| Armando Osma          | Deportivo Cali    | 20    |
| Luis Armando Díaz     | Santa Fe          | 19    |
| Jorge Alberto Taverna | Santa Fe          | 19    |
| Juan Jairo Galeano    | Atlético Nacional | 15    |